# ۲۸۵ (قمری)
۲۸۵ (قمری)، دویست و هشتاد و پنجمین سال در گاهشماری هجری قمری است. اول محرم این سال برابر با اول فوریه سال ۸۹۸ میلادی است.